# Grzegorz Krychowiak
Grzegorz Krychowiak   (Gryfice, 29 de gener de 1990) és un futbolista professional polonès que juga com a migcampista defensiu per l'Al-Shabab, cedit pel FC Krasnodar. És internacional amb la selecció polonesa.

## Carrera esportiva
Format a França al FC Girondins de Bordeus, va jugar al Reims, abans de fitxar pel Sevilla FC per 3.5 milions d'euros el 2014, equip amb el qual va guanyar la Lliga Europa de la UEFA a la seva primera temporada.
L'11 d'agost de 2015 va jugar, com a titular, al partit de la Supercopa d'Europa 2015, a Tbilisi, en què el Sevilla va perdre contra el FC Barcelona per 4 a 5.
El maig de 2016 va disputar com a titular el partit que va fer que el Sevilla guanyés la seva cinquena Lliga Europa, tercera consecutiva, a Sankt Jakob-Park, contra el Liverpool FC (3 a 1 pels sevillistes).

### Paris Saint–Germain
El 3 de juliol de 2016, Krychowiak va retornar a França, signant un contracte per cinc anys amb el Paris Saint-Germain FC.

## Palmarès
Sevilla FC
- 2 Lliga Europa de la UEFA: 2014-15, 2015-16.

Paris Sain-Germain
- 1 Supercopa francesa: 2016.
- 1 Copa francesa: 2016-17.
- 1 Copa de la Lliga francesa: 2016-17.

## Selecció
Krychowiak ha estat més de 40 cops internacional amb la selecció polonesa des que va debutar amb la selecció el 2008.